# Troglochernes novaeguineae
Troglochernes novaeguineae är en spindeldjursart som först beskrevs av Beier 1965.  Troglochernes novaeguineae ingår i släktet Troglochernes och familjen blindklokrypare. Inga underarter finns listade i Catalogue of Life.